# Garsås
Garsås är en småort i Mora socken i Mora kommun. Garsås är beläget nära Siljans norra strand ungefär halvvägs mellan tätorterna Mora och Rättvik, med utsikt över Siljan. Riksväg 70 har sin sträckning genom byn och även järnvägslinjen Dalabanan mellan Mora och Rättvik passerar byns södra delar. 

## Befolkningsutveckling
| Befolkningsutvecklingen i Garsås 1950–2015    | Befolkningsutvecklingen i Garsås 1950–2015 | Befolkningsutvecklingen i Garsås 1950–2015 | Befolkningsutvecklingen i Garsås 1950–2015 | Befolkningsutvecklingen i Garsås 1950–2015 |
| --------------------------------------------- | ------------------------------------------ | ------------------------------------------ | ------------------------------------------ | ------------------------------------------ |
|                                               |                                            |                                            |                                            |                                            |
| År                                            |                                            |                                            | Folkmängd                                  | Areal (ha)                                 |
| 1950                                          | 1950                                       |                                            | 307                                        |                                            |
| 1960                                          | 1960                                       |                                            | 255                                        |                                            |
| 1990                                          | 1990                                       |                                            | 194                                        | 86#                                        |
| 1995                                          | 1995                                       |                                            | 186                                        | 85#                                        |
| 2000                                          | 2000                                       |                                            | 172                                        | 85#                                        |
| 2005                                          | 2005                                       |                                            | 169                                        | 85#                                        |
| 2010                                          | 2010                                       |                                            | 167                                        | 85#                                        |
| 2015                                          | 2015                                       |                                            | 162                                        | 90#                                        |
| Anm.: Upphörde som tätort 1965. # Som småort. |                                            |                                            |                                            |                                            |

## Samhället
I byn finns bland annat bygghandel, mejeri, klädaffär och byggfirma. Badplatsen "Kroks udde" är väldigt uppskattad, både av lokalbor och turister. Garsås har sedan 2023 varit uppkopplat till Mora Kommuns fibernät.  

## Personer från orten
Författaren och konstnären Jordi Arkö bor och har sina rötter på orten.